# Теневое исчисление
Теневое исчисление (от англ. Umbral calculus, далее от лат. umbra — «тень») — математический метод получения некоторых алгебраических тождеств. До 1970-х термин относился к схожести некоторых внешне несвязанных алгебраических тождеств, а также к техникам, использованных для доказательства этих тождеств. Эти техники предложил Джон Блиссард и они иногда называются символическим методом Блиссарда. Их часто приписывают Эдуарду Люка (или Джеймсу Джозефу Сильвестру), которые их интенсивно использовали.
В 1930-х и 1940-х Эрик Темпл Белл пытался поставить теневое исчисление на строгое основание.
В 1970-х Стивен Роман, Джан-Карло Рота и другие разработали теневое исчисление в смысле линейных функционалов на пространстве многочленов. В настоящее время теневое исчисление относится к изучению последовательностей Шеффера, включая последовательности многочленов биномиального типа и последовательности Аппеля, но может включать техники исчисления конечных разностей.

## Теневое исчисление в 19-м столетии
Метод является процедурой обозначений, используемых для получающихся тождеств, вовлекающих индексированные последовательности чисел, предполагая, что индексы являются степенями. Буквальное использование абсурдно, но работает успешно — тождества, полученные с помощью теневого исчисления, могут быть должным образом получены с помощью более сложных методов, которые могут быть использованы буквально без логических трудностей.
Пример использует многочлены Бернулли. Рассмотрим, например, обычное биномиальное разложение (которое содержит биномиальные коэффициенты):
{\displaystyle (y+x)^{n}=\sum _{k=0}^{n}{n \choose k}y^{n-k}x^{k}}
и удивительно похоже выглядящее соотношение для многочленов Бернулли:
{\displaystyle B_{n}(y+x)=\sum _{k=0}^{n}{n \choose k}B_{n-k}(y)x^{k}.}
Также сравним первую производную
{\displaystyle {\frac {d}{dx}}x^{n}=nx^{n-1}}
с очень похожим отношением для многочленов Бернулли:
{\displaystyle {\frac {d}{dx}}B_{n}(x)=nB_{n-1}(x).}
Эти сходства позволяют построить теневые доказательства, которые, на первый взгляд, не могут быть верны, но всё же работают. Так, для примера, если считать, что индекс {\displaystyle n-k} является степенью:
{\displaystyle B_{n}(x)=\sum _{k=0}^{n}{n \choose k}b^{n-k}x^{k}=(b+x)^{n},}
после дифференцирования получаем желаемый результат:
{\displaystyle B_{n}'(x)=n(b+x)^{n-1}=nB_{n-1}(x).}
В формулах выше {\displaystyle b} является «umbra» (латинское слово, обозначающее «тень»).
См. также Формула Фаульхабера.

## Теневые ряды Тейлора
Похожие связи наблюдались также в теории конечных разностей. Теневая версия ряда Тейлора задаётся подобными выражениями, использующими {\displaystyle k}-ые правосторонние разности {\displaystyle \Delta ^{k}[f]} многочлена {\displaystyle f},
{\displaystyle f(x)=\sum _{k=0}^{\infty }{\frac {\Delta ^{k}[f](0)}{k!}}(x)_{k}}
где
{\displaystyle (x)_{k}=x(x-1)(x-2)\cdots (x-k+1)}
— символ Похгаммера, используемый здесь для обозначения убывающего факториала. Похожее соотношение имеет место для левосторонних разностей и возрастающих факториалов.
Эти ряды известны также как ряды Ньютона или правостороннее разложение Ньютона.
Аналог разложения Тейлора используется в исчислении конечных разностей.

## Белл и Риордан
В 1930-х и 1940-х годах Эрик Темпл Белл безуспешно пытался сделать такого рода аргументацию логически строгой. Джон Риордан, работавший в области комбинаторики, в своей книге Combinatorial Identities (Комбинаторные тождества), опубликованной в 1960-х годах, интенсивно использовал данную технику.

## Современное теневое исчисление
Другой учёный в области комбинаторики, Джиан-Карло Рота, указал на то, что таинственность исчезает, если рассматривать линейный функционал {\displaystyle L} над многочленами от {\displaystyle z}, определённый как
{\displaystyle L\left(z^{n}\right)=B_{n}(0)=B_{n}.}
Тогда, используя определение многочленов Бернулли и определение линейности {\displaystyle L}, можно записать
{\displaystyle B_{n}(x)=\sum _{k=0}^{n}{n \choose k}B_{n-k}x^{k}=\sum _{k=0}^{n}{n \choose k}L\left(z^{n-k}\right)x^{k}=L\left(\sum _{k=0}^{n}{n \choose k}z^{n-k}x^{k}\right)=L\left((z+x)^{n}\right).}
Это позволяет заменить вхождение {\displaystyle B_{n}(x)} на {\displaystyle L((z+x)^{n})}, то есть перенести {\displaystyle n} из нижнего индекса в верхний (ключевая операция теневых исчислений).
Например, мы можем теперь доказать, что
{\displaystyle B_{n}(y+x)=\sum _{k=0}^{n}{n \choose k}B_{n-k}(y)x^{k}}
путём разложения правой части
{\displaystyle \sum _{k=0}^{n}{n \choose k}B_{n-k}(y)x^{k}=\sum _{k=0}^{n}{n \choose k}L\left((z+y)^{n-k}\right)x^{k}=L\left(\sum _{k=0}^{n}{n \choose k}(z+y)^{n-k}x^{k}\right)=L\left((z+x+y)^{n}\right)=B_{n}(x+y).}
Рота позднее утверждал, что много путаницы получились из-за неудач в различении трёх отношений эквивалентности, которые возникают в этой области.
В статье 1964 года Рота использовал теневые методы для установления формулы рекурсии, которой удовлетворяют числа Белла, которые подсчитывают число разбиений конечных множеств.
В статье Романа и Роты теневое исчисление описывается как изучение теневой алгебры (umbral algebra), определённой как алгебра линейных функционалов над векторным пространством многочленов от {\displaystyle x} с произведением {\displaystyle L_{1}L_{2}} линейных функционалов, определённым как
{\displaystyle \langle L_{1}L_{2}\mid x^{n}\rangle =\sum _{k=0}^{n}{n \choose k}\langle L_{1}\mid x^{k}\rangle \langle L_{2}\mid x^{n-k}\rangle .}
Если последовательность многочленов заменяет последовательность чисел как образы {\displaystyle y^{n}} при линейном отображении {\displaystyle L}, теневой метод выглядит как существенная составляющая общей теории Рота специальных многочленов и эта теория является теневым исчислением при некоторых более современных определениях этого термина. Небольшой пример этой теории можно найти в статье о последовательности многочленов биномиального типа. Другая статья — Последовательность Шеффера.
Позднее Рота применял теневое исчисление интенсивно в совместной статье с Шеном для изучения различных комбинаторных свойств полуинвариантов.